# Octodon bridgesi
Octodon bridgesi е вид бозайник от семейство Лъжливи плъхове (Octodontidae). Видът е световно застрашен, със статут Уязвим.

## Разпространение
Разпространен е в Аржентина и Чили.